# 宣隆·西亞多
宣隆·西亞多（Sunlun Sayadaw，1878年3月—1952年5月17日），又譯為孫倫·西亞多，俗名喬定（U Kyaw Din，此處省略緬甸人名常見的尊稱，以下亦然），出家時的法號則為迦韋師（Shin Kavi）。
宣隆·西亞多是緬甸上座部佛教的僧侶及內觀禪修法導師。其稱號宣隆，是他出生的村落的名稱。「西亞多」是他的尊稱。

## 生平
宣隆·西亞多俗名喬定，他於西元1878年3月，在上緬甸之敏建鎮南部的宣隆村出生於一戶普通人家中，喬定未受過太多教育，幾乎是文盲。在出家前，喬定曾在敏建鎮的政府辦公室工作過，之後在三十歲那年，他返鄉以農為生。
西元1919年，因為受到一次和一名叫做巴山（U Ba San）的工廠職員的交談所啟發，加上當時對可能到來的死亡的擔憂，喬定開始修習安那般那念，之後據稱他在1920年8月12日證得初果須陀洹；之後據稱他於同年9月11日證得二果斯陀含；之後據稱他於同年10月10日證得三果阿那含，之後喬定於同年11月1日出家，法號迦韋師；出家後不久，據稱迦韋師於同年11月9日證得阿羅漢果。
在證果後，宣隆·西亞多的名聲傳了開，且盡管幾乎未受過教育，但是他的回答，卻令最有學問的僧侶也感覺滿意。之後宣隆·西亞多得到許多人士的拜見，並教導他們如何修習他的內觀禪修法，據稱很多人在他的教導下，都證得了阿羅漢果。
宣隆·西亞多於1952年5月17日下午4時22分入滅，死後肉身不腐，被保存於宣隆寺當中。